# Le Mardi c'est permis
 (décembre 2024).
Le Mardi c'est permis est un bloc de programmes diffusé du 4 décembre 1990 au 2 juin 1998 sur M6.

## Présentateurs
- En 1990, l'émission n'a pas de présentateur. Le générique est une variante de « Grand écran », compilant des images de téléfilms pour la jeunesse. La séquence se termine par des voix d'enfants qui crient: « Le Mardi c'est permis ! ».
- En décembre 1990: l'émission est présentée par un personnage auquel Roger Carel prête sa voix jusqu'au 25 août 1992.

Il présente le téléfilm en donnant le thème, et conclut l'émission par une morale.
- En septembre 1992: l'émission est présentée par Amanda Mac Lane, Paul Grandpascal (Pascal Tourain) et Kidiniou (la marionnette) qui animent aussi M6 Kid.
- En juillet 1993: Caroline Avon et Paul Grandpascal (Pascal Tourain).
- De 22 juin 1993[3] au 27 juin 1995: le magazine Grandeur nature, qui proposera des reportages sur les animaux, présenté par Caroline Avon.
- Du 5 septembre 1995 au 1er septembre 1998[4]: le magazine E=M6 Junior, adaptation pour la jeunesse du magazine scientifique de la chaîne, présenté par Caroline Avon et avant en duo qui présente dans E=M6 tout comme les émissions spéciales c'est Mac Lesggy.

## L'évolution de la case «Le Mardi c'est permis»
- Les débuts sous le nom de « Grand écran »:

En 1990, M6 diffuse tous ces films et téléfilms de prime time dans une case appelée Grand écran. Très vite, la chaîne crée une case nommée « Le Mardi c'est permis », dans laquelle elle diffuse des films et téléfilms pour la jeunesse ou familiaux. Sous entendu que le mardi, les enfants peuvent regarder la télévision le soir, puisque le lendemain ils n'ont pas école.
- Le catalogue Disney:

Après avoir diffusé divers films et téléfilms familiaux, M6 démarre dès le 4 février 1992 la diffusion de téléfilms déjà diffusés dans Disney Parade, avec Le chat le plus riche du monde. Dès septembre 1992, M6 récupère le contrat signé entre La Cinq et Disney, et diffuse des films déjà diffusés sur La Cinq dans la Soirée Walt Disney en 1991-1992.
À partir de 1994, les téléfilms vont alterner avec la diffusion de deux épisodes de séries familiales comme Docteur Quinn, femme médecin et Loïs et Clark : Les Nouvelles Aventures de Superman et de magazines scientifique et animaliers.
- La fin du « Mardi c'est permis »:

Le 2 juin 1998
marque la fin de la case. Durant l'été 1998, l'émission Zone interdite remplace l'émission. Dès septembre 1998, des magazines et films seront dorénavant diffusés le mardi comme E=M6 Découverte, Fréquenstar, Pourquoi ça marche ? entre autres.

### Magazines (1993-1998)
Les magazines proposés dans Le Mardi c'est permis sont diffusés durant l'année scolaire, en incluant les vacances de la Toussaint, de Noël, d'Hiver et de Pâques. La période estivale 1997 propose des rediffusion d'anciens numéros.

#### Grandeur nature (1993-1995)
Le magazine Grandeur nature est diffusé du 22 au 29 juin 1993, du 7 septembre 1993 au 28 juin 1994 et du 6 septembre 1994 au 27 juin 1995.

#### E=M6 Junior (1995-1998)

##### Saison 1 (1995-1996)
La première saison de l'émission est diffusée du mardi 5 septembre 1995 au mardi 25 juin 1996.

##### Saison 2 (1996-1997)
La seconde saison de l'émission est diffusée du mardi 3 septembre 1996 au mardi 26 aout 1997.
Contrairement à la première saison, la diffusion se poursuit durant la période estivale 1997, avec la rediffusion d'ancien numéros.

##### Saison 3 (1997-1998)
La troisième saison de l'émission est diffusée du mardi 2 septembre 1997 au mardi 2 juin 1998.

#### Les piégeurs du mardi
- Émission n°1 diffusée le 25 novembre 1997[428],[515]
- Émission n°2 diffusée le 2 décembre 1997[430],[516]
- Émission n°3 diffusée le 9 décembre 1997[433],[517]
- Émission n°4 diffusée le16 décembre 1997[436],[518]
- Émission n°5[519] et les piégeurs du monde n°1[520],[521] diffusée le 10 février 1998[453]
- Émission n°6[522] et les piégeurs du monde n°2[523] diffusée le 17 février 1998[454]
- Émission n°7[524] et les piégeurs du monde n°3[525] diffusée le 3 mars 1998[467]
- Émission n°8[526] et les piégeurs du monde n°4[527] diffusée le 10 mars 1998[468]
- Émission n°9[528] et les piégeurs du monde n°5[529] diffusée le 17 mars 1998
- Émission n°10[530] et les piégeurs du monde n°6[531] diffusée le 24 mars 1998[471]
- Émission n°11[532] et les piégeurs du monde n°7[533] diffusée le 7 avril 1998[473]

#### Les nouveaux aventuriers
Il s'agit d'un unique numéro qui est diffusé le 24 février 1998. 
Ce numéro présenta 5 sujets de reportage:
- Protection contre les requins[535]
- Les sauveteurs de haute montagne de Chamonix[536]
- Spécialistes des serpents[537]
- Les dix gardes-côtes de l'Alaska[538]
- Porte-avion nucléaire américain[539]

### Films

#### Films Disney
- La Coccinelle à Mexico
- Alice au pays des merveilles
- Robin des Bois
- L'Espion aux pattes de velours diffusé le 31 janvier 1995[36],[540],[541]
- Un amour de Coccinelle diffusé le 7 février 1995[37],[542],[543]
- La Coccinelle à Monte-Carlo diffusé le 14 février 1995[39],[544],[545]
- Quatre Bassets pour un danois diffusé le 21 février 1995[41],[546],[547]
- Mary Poppins diffusé le 2 janvier 1996[114],[548],[549]
- Un nouvel amour de Coccinelle diffusé le 27 février 1996[133],[550],[551]
- La Coccinelle à Monte-Carlo diffusé le 27 février 1996[135],[552]
- Croc-Blanc diffusé le 24 décembre 1996[262],[553]
- Un amour de Coccinelle diffusé le 1er avril 1997[304],[554]
- La Coccinelle à Monte-Carlo diffusé le 22 avril 1997[315],[555]
- Mary Poppins diffusé le 23 décembre 1997[556]
- Quatre bassets pour un danois diffusé le 30 décembre 1997[557]
- Le livre de la jungle diffusé le 21 avril 1998[494],[558]

#### Autres productions cinématographiques
- Deux Frères appelés Trinita diffusé le 17 avril 1990[559]
- Antarctica diffusé le 4 mars 1991[560]
- Le Jour du dauphin diffusé le 26 mars 1991[561]
- Lassie: la grande aventure diffusé le 5 novembre 1991[562]
- La mission secrète du Père Noël diffusé le 12 novembre 1991[563]
- Benji diffusé le 5 mai 1992[564],[565]
- Lassie: la grande aventure diffusé le 16 juin 1992[566]
- Le grand voyage de Lassie  diffusé le 29 septembre 1992[567]
- Le voyage dans le temps  diffusé le 2 mars 1993[568]
- Tendre choc diffusé le 31 aout 1993[569]
- Ali Baba et les Quarante Voleurs diffusé le 7 septembre 1993[570]
- Le Monde perdu diffusé  le 19 octobre 1993[571]
- La Ballade des Dalton diffusé le 1er février 1994[17]
- Un génie, deux associés, une cloche diffusé le 28 décembre 1993[15]
- L'Appel de la forêt diffusé le 15 février 1994[572]
- Les Goonies diffusé le 11 septembre 1995[55],[573],[574]
- Tarzan à New York diffusé le 12 décembre 1995[108],[575]
- Le club des aventuriers diffusé le  19 décembre 1995[110],[576]
- Pair et Impair diffusé le 26 décembre 1995[112],[577]
- Benji la malice diffusé le 13 février 1996[126],[578],[579]
- Project X diffusé le 13 mars 1996[137],[580]
- Tintin et le Lac aux requins diffusé le 26 mars 1996[146],[581],[582]
- Le voyages de Gulliver = Three worlds of Gulliver diffusé le 23 avril 1996[163],[583]
- Le Continent oublié diffusé le 17 décembre 1996[257],[584]
- Les Aventures extraordinaires de Cervantes diffusé le 31 décembre 1996[585]
- Le Septième Voyage de Sinbad diffusé le 7 janvier 1997[265],[586]
- Super Mario Bros diffusé le 21 janvier 1997[273],[587]
- L'Histoire sans fin diffusé le 28 janvier 1997[276],[588]
- L'Histoire sans fin II diffusé le 4 février 1997[278],[589]
- Les Sept Cités d'Atlantis diffusé le 11 février 1997[281],[590]
- L'Appel de la forêt diffusé le 18 février 1997[284],[591]
- Ali Baba et les Quarante Voleurs diffusé le 8 avril 1997[307],[592]
- Jason et les Argonautes diffusé le 15 avril 1997[310],[593]
- Le sixième continent diffusé le 29 avril 1997[317],[594]
- La Malédiction des pharaons diffusé le 14 octobre 1997[391],[595]
- Les Goonies diffusé le 6 janvier 1998[440],[596]
- L'île mystérieuse diffusé le 13 janvier 1998[442],[597]
- Le Voyage fantastique de Sinbad diffusé le 27 janvier 1998[448],[598]
- Centre terre, septième continent diffusé le 3 février 1998[451],[599]
- Salut l'ami, adieu le trésor diffusé le 31 mars 1998[472],[600]
- Le colosse de Rhodes diffusé le 14 avril 1998[474],[601]
- Kazaam diffusé le 19 mai 1998[512],[602]
- Sinbad et l'Œil du tigre diffusé le 26 mai 1998[513],[603]
- Un génie, deux associés, une cloche diffusé le 2 juin 1998[514],[604]

### Téléfilms

#### Téléfilms Disney
- Le chat le plus riche du monde diffusé le 4 février 1992[5]
- Sur la piste des voleurs de chiens diffusé le 11 février 1992[605],[606]
- Papa épouse maman diffusé le 18 février 1992[5],[607],[608]
- Trafics en tous genres diffusé le 17 mars 1992[609],[610]
- Le Monstre de la baie des fraises diffusé le 31 mars 1992[611],[612]
- Le Mystère du château de Dracula diffusé le 14 avril 1992[613],[614]
- Splash 2 diffusé le 28 avril 1992[615],[616]
- Polly diffusé le 26 mai 1992[617]
- Chips, chien de combat diffusé le 1er septembre 1992[618],[619],[620]
- Le Jeune Harry Houdini diffusé le 5 janvier 1993[621]
- Spooner diffusé le 2 février 1993[622]
- Le Monstre de la baie des fraises diffusé le 16 février 1993[623]
- Sur la piste des voleurs de chiens diffusé le 23 février 1993[624]
- Une mère courageuse diffusé le 9 mars 1993[625]
- Haut comme le ciel diffusé le 23 mars 1993[626]
- Le Vol du Blue Younder diffusé le 4 mai 1993[627]
- Le retour de Tom Sawyer  diffusé le 11 mai 1993[628]
- Le chat le plus riche du monde  diffusé le 1er juin 1993[629]
- Rock'n roll mom, maman connait la musique  diffusé le 8 juin 1993[630]
- Chips, chien de combat diffusé le 22 mars 1994[631]
- SVP Enfants ! diffusé le 7 mars 1995[45],[632],[633]
- Le Prince et le Souffre-douleur diffusé le 14 mars 1995[47],[634],
- Chips, chien de combat diffusé le 9 janvier 1996[116],[635]
- Bigfoot diffusé le 19 mars 1996[141],[636],[637]
- Les Voyageurs de l'infini parties 1 et 2 diffusé le 5 mai 1998[509],[638],[639],[640],[641]
- Parfaite Harmonie

#### Autres productions télévisées
- La Petite Maison dans la prairie, téléfilm pilote
- Code Quantum, téléfilm pilote
- Premier épisode des Les Aventures de Pinocchio diffusé le 16 janvier 1990
- Second épisode des Les Aventures de Pinocchio diffusé le 23 janvier 1990
- Troisième épisode des Les Aventures de Pinocchio diffusé le 30 janvier 1990
- Quatrième épisode des Les Aventures de Pinocchio diffusé le 6 février 1990
- Cinquième épisode des Les Aventures de Pinocchio diffusé le 13 février 1990
- Sixième et dernier épisode des Les Aventures de Pinocchio diffusé le 20 février 1990[642]
- Marie et sa bande rediffusé le 13 novembre 1990[643]
- À la recherche de l'oncle Jack diffusé le 4 février 1991[644]
- Les Routes du paradis le double épisode «Un chien pour deux» diffusé le 18 février 1991[645]
- Les Rescapés de l'Alaska diffusé le 19 mars 1991[646],[647]
- Toby dans le Grand nord diffusé le 9 avril 1991[648]
- Le Fantôme de Canterville téléfilm avec Alyssa Milano diffusé le 14 mai 1991[649]
- Le Retour de l'incroyable Hulk  diffusé le 28 mai 1991[650]
- Le Procès de l'incroyable Hulk diffusé le 11 juin 1991
- Le trésor des sudistes diffusé le 29 juillet 1991[651]
- Le nouvel homme invisible diffusé le 6 août 1991[652]
- Duel au-dessus du Pacifique diffusé le 27 août 1991[653]
- Capitaines courageux diffusé le 10 septembre 1991[654]
- Viens, on s'en va diffusé le 17 septembre 1991[655]
- L'île aux pirates diffusé le 15 octobre 1991[656]
- Les Routes du paradis le double épisode «Un chien pour deux» diffusé  diffusé le 19 novembre 1991[657]
- Les Malheurs de Sophie diffusé le 10 décembre 1991[658]
- Le vagabond de Noël diffusé le 17 décembre 1991[659]
- Lassie Opération Sauvetage diffusé le 24 décembre 1991[660]
- Lassie à Cap Kenndey diffusé le 31 décembre 1991[661]
- Le Désert blanc diffusé le 7 janvier 1992[662],[663]
- À toi de jouer petit diffusé le 14 janvier 1992[664]
- L'Enfant au traîneau diffusé le 21 janvier 1992[665],[666]
- Lassie: Les deux orphelins diffusé le 28 janvier 1992[667]
- Lassie et ses petits diffusé le 25 février 1992[668]
- Papy Joe diffusé le 10 mars 1992[669]
- Lassie: Sur les traces du passé diffusé le 24 mars 1992[670],[671]
- Le Mystère du château de Dracula diffusé le 14 avril 1992[672]
- Flipper le dauphin: le grand voyage diffusé le 12 mai 1992[673],[674]
- Un amour de chien diffusé le 19 mai 1992[675],[676]
- Crinière de feu diffusé le 2 juin 1992[677]
- À la recherche de l'Oncle Jack diffusé le 9 juin 1992[678],[679]
- Nadia diffusé le 23 juin 1992[680]
- Viens, on s'en va diffusé le 30 juin 1992[681]
- Sept bébés sur les bras diffusé le 16 juillet 1992[682]
- Une fille dans l'équipe diffusé le 25 août 1992[683]
- Les Routes du paradis le double épisode «Un chien pour deux» diffusé le 8 septembre 1992[684]
- Papy Joe diffusé le 15 septembre 1992[685]
- Retour à la jungle  diffusé le 6 octobre 1992[686]
- La formule magique du professeur Popper  diffusé le 13 octobre 1992[687]
- L'île aux pirates diffusé le 20 octobre 1992[688]
- Papa épouse maman diffusé le 27 octobre 1992[689]
- Lassie et ses petits diffusé le 3 novembre 1992[690]
- Le chemin du bonheur diffusé le 10 novembre 1992[691]
- Un grand-père pour Noël (en v.o. Home For Christmas) diffusé le 24 novembre 1992[692]
- Le Bal de l'école diffusé le 15 décembre 1992[693]
- Le vagabond de Noël diffusé le 29 décembre 1992[694]
- Lassie: Les deux orphelins diffusé le 8 décembre 1992[695]
- Lassie Opération Sauvetage diffusé le 12 janvier 1993[696]
- Le trésor des vikings diffusé le 19 janvier 1993[697]
- Un amour de chien diffusé le 26 janvier 1993[698]
- Lassie: Sur les traces du passé diffusé le 9 février 1993[699]
- Flipper le dauphin: le grand voyage  diffusé le 6 avril 1993[700]
- La princesse de l'Espace  diffusé le 20 avril 1993[701]
- La force de vaincre  diffusé le 27 avril 1993[702]
- Crinière de feu  diffusé le 18 mai 1993[703]
- Papy Joe  diffusé le 25 mai 1993[704]
- À la recherche de l'Oncle Jack  diffusé le 15 juin 1993[705]
- Code Quantum épisodes diffusés le 8 février 1994[706]
- Karaté girl diffusé le 22 février 1994[18]
- Le secret des deux orphelins diffusé le 29 mars 1994[707],[20]
- Le Bonheur au bout du chemin diffusé le 12 avril 1994[708]
- Voyage au centre de la Terre diffusé le 21 février 1995[43],[709]
- Papa épouse maman diffusé le 21 mars 1995[49],[710]
- Sarah et Julie n'est font qu'à leur tête diffusé le 28 mars 1995[51],[711]
- Le voyage magique au pays du roi Arthur diffusé le 4 avril 1995[53],[712]
- Crinière de feu diffusé le 16 janvier 1996[118],[713]
- Opération Condor diffusé le 23 janvier 1996[120],[714]
- La revanche des Ewoks diffusé le 30 janvier 1996[122],[715],[716]
- Cancoon Xtabaï, la reine serpent diffusé le 6 février 1996[124],[717],[718]
- Le secret de l'Ile-aux-Moines diffusé le 20 février 1996[131],[719]
- Desideria et le prince rebelle: 1ère partie diffusé le 2 avril 1996[148],[720],[721],[722]
- Desideria et le prince rebelle: 2ème partie diffusé le 9 avril 1996[156],[723]
- L'Aventure des Ewoks diffusé le 14 janvier 1997[268],[724],
- La revanche des Ewoks diffusé le 20 janvier 1998[445],[725]
- Graine de flic diffusé le 12 mai 1998[511],[726]

### Séries
- L'Étalon noir L'aventure commence (diffusé le 29 juin 1993)[6];
- Les Aventures de Tintin, quelques épisodes du 13 juillet 199313 juillet 1993)[727] au 10 aout 1993[728];
- Docteur Quinn, femme médecin diffusée du 14 septembre 1993[10] au 18 novembre 1997[425],[729],[730],[731]
- Les Enfants d'Avonlea diffusés du 23 novembre 1993[732],[733]  au 11 janvier 1994[734];
- Loïs et Clark : Les Nouvelles Aventures de Superman diffusée du 26 avril 1994[735] au 15 juillet 1997[351],[736],[737],[738] sur M6;
- Manimal[739] diffusée du 16 juillet 1996[740],[741] au 6 aout 1996[742],[743];
- Sliders : Les Mondes parallèles[744] diffusée du 16 avril 1996[161],[745] au 3 septembre 1996[207],[746],[747];
- Les Aventures fantastiques de Tarzan[748] diffusée du 25 février 1997[287],[749],[750] au 18 mars 1997[301],[751],[752];
- Les Nouvelles Aventures de Robin des Bois[753] diffusée du 22 juillet 1997[353],[754],[755],[756] au 26 aout 1997)[363],[757],[758]